# Liste der Kulturdenkmale in Schellhorn
In der Liste der Kulturdenkmale in Schellhorn sind alle Kulturdenkmale der schleswig-holsteinischen Gemeinde Schellhorn (Kreis Plön) und ihrer Ortsteile aufgelistet (Stand: 10. März 2025).

## Legende
In den Spalten befinden sich folgende Informationen:
- Objekt-ID: die Nummer des Kulturdenkmales
- Lage: die Adresse des Kulturdenkmales und die geographischen Koordinaten. Kartenansicht, um Koordinaten zu setzen. In der Kartenansicht sind Kulturdenkmale ohne Koordinaten mit einem roten Marker dargestellt und können in der Karte gesetzt werden. Kulturdenkmale ohne Bild sind mit einem blauen Marker gekennzeichnet, Kulturdenkmale mit Bild mit einem grünen Marker.
- Offizielle Bezeichnung: Bezeichnung des Kulturdenkmales
- Beschreibung: die Beschreibung des Kulturdenkmales
- Bild: ein Bild des Kulturdenkmales

## Bauliche Anlagen
| Objekt-ID     | Lage                                               | Offizielle Bezeichnung | Beschreibung | Bild                             |
| ------------- | -------------------------------------------------- | ---------------------- | --- | -------------------------------- |
| 3359          | Kreuz 1 (54° 12′ 38″ N, 10° 19′ 55″ O)             | Kapelle                | Die Kapelle wurde 1873 im byzantinischen Rundbogenstil errichtet. Der Lübecker Kaufmann Nikolaus Johanssen, Besitzer des Gutes Sophienhof, ließ die Kapelle von dem Rigaer Architekten Scheele nach dem Vorbild der ihm über Handelsbeziehungen bekannten Kirchen im Baltikum bauen. Alteintragung (Aktualisierung vorgesehen) - Begründung: geschichtlich, künstlerisch, städtebaulich - Schutzumfang: gesamtes Objekt - Denkmaltyp: Bauliche Anlage | weitere Fotos \| Fotos hochladen |
| 4470 Wikidata | Plöner Landstraße 51 (54° 13′ 35″ N, 10° 18′ 6″ O) | Wohnhaus               | Wohnhaus; um 1900, im Kern älter; eingeschossiger Putzbau mit Backsteinzier und schiefergedecktem Kurzwalmdach, Eingangsrisalit mit Zwerchhaus und Zahlenanker, die seitlichen Giebelwände backsteinsichtig, zweigeschossige Gebäuderückseite im Erdgeschoss Backstein, im Obergeschoss in Fachwerk - Begründung: geschichtlich, städtebaulich, Kulturlandschaft prägend - Schutzumfang: gesamtes Objekt - Denkmaltyp: Bauliche Anlage                | BW                               |
| 1149 Wikidata | Trenter Weg 8 (54° 12′ 17″ N, 10° 21′ 22″ O)       | Kate                   | Alteintragung (Aktualisierung vorgesehen) - Begründung: geschichtlich, Kulturlandschaft prägend - Schutzumfang: gesamtes Objekt - Denkmaltyp: Bauliche Anlage | BW                               |

## Quelle
- Liste der Kulturdenkmale in Schleswig-Holstein – Kreis Plön (PDF)

- Karte mit allen Koordinaten:
- OSM |
- WikiMap